# شتوتگارت-کنتر
اشتوتگارت-مرکزشهر (به آلمانی: Stuttgart-Mitte) یک منطقهٔ مسکونی در آلمان است که در شهر اشتوتگارت واقع شده‌است. اشتوتگارت-مرکزشهر ۲۲٬۵۴۸ نفر جمعیت دارد.